# Pterodon
Genre
Synonymes
- Commilobium Benth[2].

Pterodon est un genre de plantes à fleurs dicotylédones de la famille des Fabaceae, sous-famille des Faboideae, originaire d'Amérique du Sud,  qui compte deux espèces acceptées.

## Étymologie
Le nom générique, « Pterodon », dérive de deux racines grecques : πτερόν (pterón), « aile », et ὀδούς (odoús), « dent », en référence à la structure du fruit (cryptosamare) comprenant une aile papyracée cassante et un mésocarpe lignifié,.

## Liste d'espèces
Selon The Plant List (26 octobre 2018) :
- Pterodon abruptus (Moric.) Benth.
- Pterodon emarginatus Vogel